# Thierry Moutinho
 (août 2025).
Thierry Moutinho, né le 26 février 1991 à Genève, est un footballeur suisso-portugais évoluant actuellement au poste de milieu de terrain au CFR Cluj en Roumanie.

## Biographie
Thierry Moutinho, né de deux parents portugais, commence sa carrière professionnelle à l'Étoile Carouge FC en 2007.
Il joue son premier match avec le club suisse le 8 août 2007 contre le FC Granges, alors qu'il n'a que 16 ans. Il joue son premier match en Coupe de Suisse le 16 septembre 2007 lors d'une victoire 5 buts à 0 contre le FC Massongex.
En 2009, il rejoint le Servette FC 1890, mais ne joue que très peu (moins d'un quart d'heure de temps de jeu lors de sa première saison au sein du club), à cause de blessures à répétition, dont une fracture au cinquième métatarse.
La saison suivante, son temps de jeu n'augmente pas beaucoup, toujours à cause de multiples blessures. À la suite de l'arrivée du ghanéen Ishmael Yartey, un retour à l'Etoile Carouge est envisagé, mais le joueur est finalement prêté au CD Badajoz, club de 3e division espagnole.
De retour en Suisse, il gagne beaucoup de temps de jeu, et marque son premier but avec le Servette FC le 2 mai 2012 contre le Grasshopper Club Zurich.
En janvier 2014, Thierry Moutinho fait son retour en Espagne en signant à l'Albacete Balompié, alors en Division 3. En fin de saison, il participe à la montée de son club en Liga Adelante.
Le 7 juillet 2015,il signe au Real Club Deportivo Majorque pour deux ans.